# Къща Кавам
Къщата Кавам, наричана още Наранджестан-е Кавам, е традиционна и историческа къща в Шираз.

## История
Разположена е в персийската градина Ерам. Построена е от Мирза Ибрахим хан между 1879 г. и 1886 г.
Сградата първоначално е резиденция на семейство Кавам и седалище на администрацията му. Семейство Кавам първоначално са търговци от Казвин, но после стават политически активни при управлението на династия Занд, следвана от династиите Каджар и Пахлави.
По време на второто управление на Пахлави къщата става седалище на Азиатски институт на университета Пахлави. В днешно време къщата е музей и е отворена за обществеността.

## Описание
Кавам запазва елегантността и изискаността, на които се радват семействата от по-висок клас през ХІХ век. Картините на ниските тавани в къщата са вдъхновени от викторианската ера в Европа. Къщата е украсена с невероятни мозайки и декорации. Фасадата на къщата е с украсени тухли. Изобразени са 2 каджарски войници, стоящи с пушки в ръцете. Върху входната дървена порта се наблюдават изящни инкрустации. Осмоъгълният коридор има таван, декориран с плочки и тухли и звездовидни украси. Огледалната зала е истинско постижение от Каджарската епоха, тъй като архитектурата ѝ е симетрична, а входната настилка е украсена по прекрасен начин със сини и бели плочки.
Огледалната веранда е фокусна точка на къщата, с изглед към градината Ерам, декорирана с красиви фонтани, финикови палми и цъфтящи растения.
- Градина
- Фасада
- Интериор
- Интериор
- Таван
- Колонада